# Lucila del Mar
La Lucila del Mar es una localidad balnearia y turística argentina, en el partido de La Costa, provincia de Buenos Aires, a 458 km al sudeste de la ciudad de Buenos Aires. Ofrece comodidad a sus visitantes y tiene variadas ofertas gastronómicas. Sus playas son bañadas por el mar Argentino del océano Atlántico, en el accidente conocido como cabo San Antonio.

## Historia
Los comienzos de La Lucila del Mar se remontan a la década del 40, cuando Andrés Zapateiro y Cía. compraron las tierras a la familia Duhau. Luego, esta compañía se ocupó de la nivelación de los terrenos, apertura de calles, pavimentación de algunas de ellas, forestación con pinos, eucaliptus y álamos y la construcción de las primeras casas.  
En 1954 se construyó el muelle de pesca, siendo su director el Ingeniero Gerónimo Andrés Rebagliati, y se dio a conocer la venta de 776 "grandes lotes frente al mar", lo que prometía un nuevo centro de población de verdadera jerarquía. De esa época también son los eucaliptus de la Costanera, que gracias al cuidado y perseverancia de los pioneros, hoy forman una frondosa galería de quinientos metros, única en la costa.
Lentamente, y a pesar de las dificultades que se cruzaban al paso de todos aquellos que deseaban llegar a estas playas, ese centro se fue formando hasta convertirse en una villa apacible.

### Origen del nombre
En un principio la localidad se llamaba La Lucila, a secas. Andrés Zapateiro tuvo cuatro hijos y la menor y única mujer se llamaba Lucila. A partir de ello, existen dos versiones, una dice que el nombre de la localidad se había tomado por la hija de Zapaterio, la otra que afirma que Lucila nació años después de la fundación y que el nombre de la misma fue en homenaje a la localidad homónima del partido de Vicente López de donde provenían los primeros compradores (Lucila Zapateiro, entonces habría heredado su nombre de la flamante localidad).
Con el tiempo se le agregó el “del Mar” para diferenciarse. Esta propuesta fue hecha por el jefe de correos de Mar de Ajó, Gerónimo Antonio Romero, a raíz de los inconvenientes que se planteaban en la distribución de la correspondencia.

## Población
Pertenece al partido de La Costa. En el año 2001, la localidad registró una población de 1477 habitantes.[cita requerida]
En verano y durante varios fines de semana largos, La Lucila del Mar recibe una gran cantidad de visitantes. Sin embargo, el resto del año es una tranquila localidad para sus habitantes.

## Arquitectura

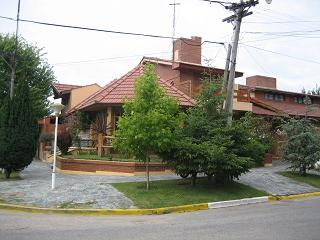
Arquitectura de La Lucila.

Lucila del Mar goza de variados ejemplos de casas tipo chalet de una o dos plantas que se integran armoniosamente con la arboleda autóctona. Los techos son principalmente de teja colorada, negra, verde o azul, con caídas en varios planos.

## Muelle

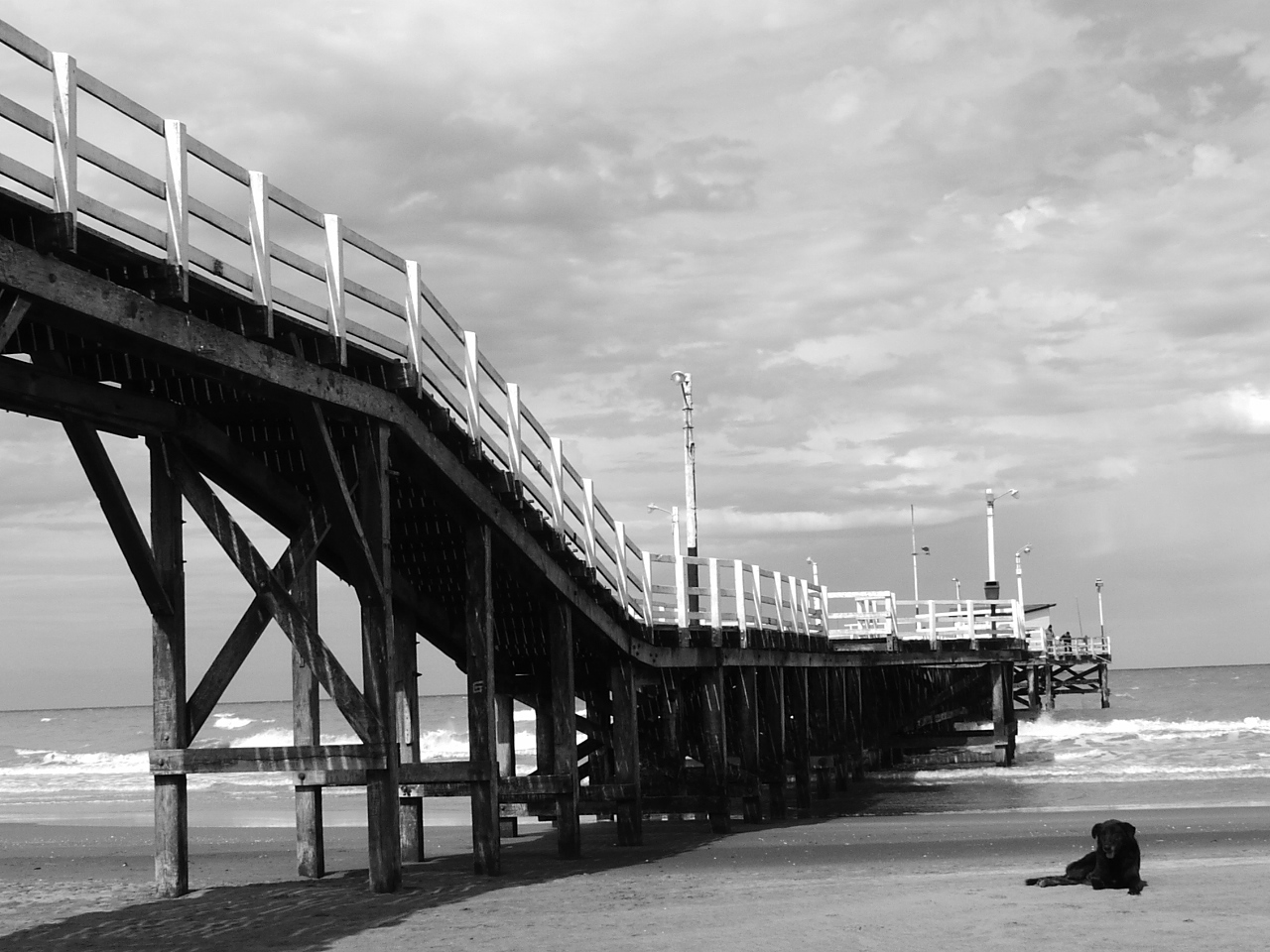
Foto de El Muelle.

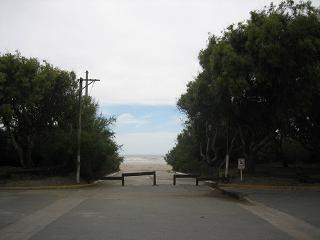
Entrada a la playa.

El Muelle, ícono de la localidad, tiene su acceso en Av. Costanera y Rebagliati. Es de madera y tiene un largo de 100 m y un ancho de 4 m. Cuenta con un morro de 10 × 20 m y su altura varía entre 4 y 6 m. Actualmente cuenta con una confitería donde también ofrecen el servicio de alquiler de mediomundos, además de vender carnada y plomada.
A mediados del 2007, la concesión del muelle pasó en manos de un grupo inversionista que lo remodeló casi en su totalidad; resultando de esta obra un nuevo salón (resto-bar) de aproximadamente 70 m² con capacidad para 80 mesas, un “Deck” con capacidad para 10 mesas, y una nueva escalera vinculante entre el muelle y la playa para brindar comodidad a los clientes, que pueden optar por la playa para disfrutar del menú al igual que el uso exclusivo del toilet. Por último cabe destacar la remodelación y reconstrucción de la entrada principal del muelle, que le brinda estética y calidez.

## Límites
La Lucila del Mar se encuentra en el Partido de La Costa. La urbanización consta de 10 manzanas de frente marítimo por 7 manzanas de fondo hasta la Avenida Tucumán. Sus límites son: al Este el Mar Argentino, al oeste la Avenida Tucumán, al norte la calle Santa Fe, al Sur la calle Belgrano lo separa de Costa Azul.

Recientemente se incorporó el barrio El Pinar. 

### El Pinar
En los últimos años, se loteó una zona aledaña a La Lucila del Mar y se incorporó como un barrio más. La característica principal es que, como su nombre lo indica, las casas están construidas en el medio de un pinar.

El Pinar, conocida también como El Pinar de La Lucila, es un loteo de ocho manzanas de largo por tres de frente costero; este sector no llega hasta el mar. Comienza a la altura de la calle La Rioja y termina en la Avenida Crucero 9 de Julio y va desde la calle Santa Fe hacia el norte.

## Infraestructura relevante

### Unidad Sanitaria
En la calle Mendoza entre Rebagliatti y Misiones, para emergencias, curaciones, etc.

### Delegación Municipal
En la calle Rebagliatti, número 350, esta oficina opera como intermediaria para gestionar trámites municipales (ubicada en Mar del Tuyú).

### Centro de Jubilados de La Lucila del Mar
Con sede en la esquina de las calles Mitre y Corrientes, este centro ofrece biblioteca, clases (yoga, gimnasia, computación, tejido, costura, etc.), eventos (almuerzos y cenas), y juegos de mesa. Abierto al público.

### Sociedad de Fomento de La Lucila del Mar
Ubicada en la esquina de las calles Entre Ríos y Catamarca. Ofrece biblioteca, clases (de tejido, telar, etc), actividades deportivas (patín, gimnasia, fútbol, etc), y eventos (exposiciones, comidas, etc.). Todas las actividades están abiertas al público.

## Turismo

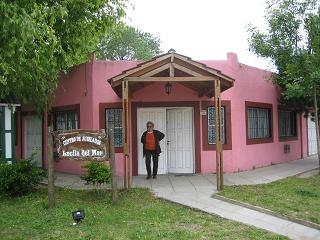
Centro de Jubilados.

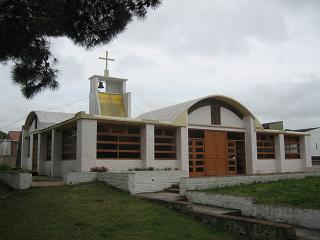
Iglesia de La Lucila.

### Plaza Manuel Belgrano
Entre las calles Catamarca, Entre Ríos, Rebagliatti y La Rioja. Ofrece juegos infantiles gratuitos y dos canchas de bochas (propiedad de la Sociedad de Fomento La Lucila del Mar, administradas por el Centro de Jubilados La Lucila del Mar). En esta misma plaza se ubica el Centro de Información Turística de La Lucila del Mar, de la Gobernación de la Provincia de Buenos Aires.

### Parador Lucila del Mar
En la calle Catamarca, esquina calle Entre Ríos. Esta estructura sirve como parada de autobuses de larga distancia, y cuenta con servicios a Buenos Aires, Mar del Plata, Bariloche, y demás puntos del país. Además de poder efectuar la compra de pasajes de autobús, hay una confitería y una biblioteca (administrada por la Sociedad de Fomento La Lucila del Mar).

### Jinetes "Lucila del Mar"
Grupo de jinetes que durante la primavera realizan jineteadas; este evento suele tomar lugar sobre la Avenida Tucumán entre Salta y Rebagliati. Estos eventos son gratuitos y se anuncian por altoparlantes en las calles de La Lucila del Mar; durante éstos, es típica la venta de asado y tortas fritas.

### Fiesta de la Bandera
- 20 de junio: en la plaza Manuel Belgrano.

### Fiesta patronal Nuestra Sra. de la Medalla Milagrosa
- 27 de noviembre; Iglesia de la Medalla Milagrosa, Catamarca e/ Rebagliatti y Entre Ríos. Procesión. Almuerzo. Misa. Visita del Obispo de la Diócesis de Chascomús. Actividades culturales.